# Parematheudes diacantha
Parematheudes diacantha is een vlinder uit de familie snuitmotten (Pyralidae). De wetenschappelijke naam van deze soort is voor het eerst geldig gepubliceerd in 1997 door Shaffer J. C..
De soort komt voor in tropisch Afrika.